# Peștera Racoviță
Peștera Racoviță este amplasată la o altitudine absolută de 354m și 10m altitudine relativă în versantul drept al Dealului Cărnipoaia din Cheile Carașului, în Munții Aninei, pe teritoriul satului Iabalcea, județul Caraș-Severin, România. Accesul se face dinspre Cantonul Comarnic, prin Cheile Comarnicului până la confluența cu râul Caraș, drum care se continua apoi cu circa 600m la vale prin Cheile Carașului. Peștera are două intrări la o diferență de nivel de 7,5m. Dacă intrarea în peșteră se face prin intrarea superioară sub formă de cuptor, mult mai largă, accesul duce printr-o galerie mare spre Sala Domnului și Sala cu Anemolite după care, drumul se intersectează cu o galerie lungă de circa 50m ce vine de la intrarea cu formă triunghiulară, inferioară. Mergând în continuare pe o galerie cu o lățime de circa 7m cu înălțimi variabile între 1.5m și 5m care prezintă mici diverticole laterale, se ajunge la Sala Cascadei. Din această sală drumul este deschis printr-o galerie cu înălțimea de 1,5m și lățimea de 7m spre Sala Minunată care o dată traversată, înaintarea se poate face târâș printre prăbușiri pe ultimii 35m ai cavității.
Existența peșterii era cunoscută de localnici și nu avea nume, primele explorări fiind făcute de L. Botoșeneanu, A.Negrea, St. Negrea și V.Sencu în perioada anilor 1963 - 1966. Ultimele cercetări au fost făcute de clubul Exploratorii Reșița, fără a se fi făcut, însă, descoperiri importante. Peștera a primit numele fondatorului biospeologiei, Emil Racoviță, nume dat de către V. Sencu si St. Negrea în anul 1970.

## Morfologia peșterii
Părerile speologilor privind modul de formare a peșterii diferă. Unii sunt de părere că Peștera Racoviță a fost formată de către râul Caraș iar alții de către pârâul Comarnic prin străpungerea hidreologică a dealului Cărnipoaia și pătrunderea sa în subteranul vârfului Comarnic prin Peștera Exploratorii 85. Astfel râul Comarnic și-ar fi creat ieșirea de izvor ascendent cu un debit de 80 litri/secundă în aval de intrarea inferioară a Peșterii Racoviță.
Peștera se compune dintr-o succesiune de săli legate prin galerii mai largi și mai înalte în prima parte. Cu cât se înaintează pe galeria principală, cu atât formațiunile concreționare devin mai dese și mai frumoase. Cavitatea s-a dezvoltat în roca calcaroasă barremian - aptiană, rocă ce prezintă straturi puternic înclinate, pe alocuri străpunse de numeroase diaclaze. Speleotemele sunt prezente încă de la intrare, fiind foarte abundente în întreaga peșteră, excepție făcând ultimi 35m ce constau în scurgeri parietale și de planșeu, anemolite,valuri, stalactite și goururi.
Depozitele de umplutură sunt semnalate în planșeul peșterii, blocurile de calcar și argila fiind prezente spre finalul cavității, în rest podeaua este acoperită de crustă sau zone largi fără depuneri notabile. Peștera este uscată fără a fi prezenți curenți de aer, temperatura ambientală fiind de circa 10 grade Celsius. De asemenea, fauna este reprezentată de prezența unor specii cavernicole ( diptere si lepidoptere, troglobionți și troglofile ) și a lilecilor Miotis și Rinolof. În peșteră se mai gasesc fragmente de oase de rozătoare de factură recentă, cultura materială nefiind semnalată. Ca forme de eroziune pot fi enumerate: marmite, nivele de curgere, hieroglife și lingurițe.
Astăzi, Peștera Racoviță este parțial distrusă de către turiști. Din cauza afluxului mare de turiști și a faptului că este o peșteră accesibilă se pot vedea în această peșteră cantități mari de gunoaie, cutii de conserve și sticle goale.

## Condiții de vizitare
Pentru ocrotirea concrețiunilor variate și intacte de o rară frumusețe, ca urmare a raportului științific întocmit în 1970 de V. Sencu și St. Negrea, peștera a devenit rezervație speologică. Nu este amenajată. Vizitarea durează o oră și necesită doar o lanternă. Numai pentru partea finală sunt necesare o cască de protecție și o salopetă.